# Пустинь (Пачелмський район)
Пусти́нь (рос. Пустынь) — село у складі Пачелмського району Пензенської області, Росія.
Населення — 51 особа (2010; 82 у 2002).
Національний склад станом на 2002 рік:
- росіяни — 99 %